# Epizoanthus glacialis
Epizoanthus glacialis is een Zoanthideasoort uit de familie van de Epizoanthidae. De wetenschappelijke naam van de soort is voor het eerst geldig gepubliceerd in 1890 door Danielssen.